# Persone di nome Lawrence
| Questa pagina contiene informazioni ricavate automaticamente dalle voci biografiche con l'ausilio del template Bio e di un bot. L'aggiornamento è periodico e automatico e ricostruisce completamente la pagina. Se manca una persona in questa lista, sei pregato di non aggiungerla, ma accertati piuttosto che la sua voce biografica contenga il template Bio e che i dati anagrafici siano correttamente compilati. Se il template Bio manca, inseriscilo tu stesso o, in alternativa, metti l'avviso {{tmp\|Bio}} che ne segnala la mancanza. Se i dati riportati sono sbagliati, correggi direttamente la voce biografica; le modifiche saranno visibili in questa lista entro pochi giorni. Per chiarimenti vedi il progetto antroponimi. La lista contiene solo le 262 persone che sono citate nell'enciclopedia e per le quali è stato implementato correttamente il template Bio. Pagina aggiornata al 6 ago 2025. |

Questa è una lista di persone presenti nell'enciclopedia che hanno il nome Lawrence, suddivise per attività principale.

## Allenatori di atletica leggera(1)
- Larry Snyder, allenatore di atletica leggera, ostacolista e militare statunitense (Canton, n. 1896 - † 1982)

## Allenatori di calcio(1)
- Lawrence Olum, allenatore di calcio e ex calciatore keniota (Nairobi, n. 1984)

## Allenatori di hockey su ghiaccio(1)
- Larry Sacharuk, allenatore di hockey su ghiaccio e ex hockeista su ghiaccio canadese (Saskatoon, n. 1952)

## Allenatori di pallacanestro(3)
- Larry Brown, allenatore di pallacanestro e ex cestista statunitense (Brooklyn, n. 1940)
- Don Casey, allenatore di pallacanestro statunitense (Collingwood, n. 1937)
- Lawrence Frank, allenatore di pallacanestro e dirigente sportivo statunitense (Teaneck, n. 1970)

## Arbitri di calcio(1)
- Lawrence Visser, arbitro di calcio belga (Lommel, n. 1989)

## Archeologi(1)
- Lawrence Stager, archeologo statunitense (n. 1943 - † 2017)

## Arcivescovi cattolici(3)
- Lawrence Booth, arcivescovo cattolico e politico inglese (Salford - Southwell, † 1480)
- Lawrence Aloysius Burke, arcivescovo cattolico giamaicano (Kingston, n. 1932 - † 2010)
- Lawrence Subrato Howlader, arcivescovo cattolico bangladese (Noborgram, n. 1965)

## Armonicisti(1)
- Larry Adler, armonicista statunitense (Baltimora, n. 1914 - Londra, † 2001)

## Artisti(1)
- Lawrence Weiner, artista statunitense (New York, n. 1942 - New York, † 2021)

## Astisti(1)
- Lawrence Johnson, ex astista statunitense (Norfolk, n. 1974)

## Astronauti(1)
- Lawrence DeLucas, ex astronauta e biochimico statunitense (Syracuse, n. 1950)

## Astronomi(3)
- Lawrence A. Molnar, astronomo statunitense (Buffalo, n. 1959)
- Lawrence Rooke, astronomo e matematico inglese (Deptford, n. 1622 - Londra, † 1662)
- Lawrence H. Wasserman, astronomo statunitense

## Attori(23)
- Lawrence Chou, attore canadese (n. 1979)
- Lawrence Dane, attore, sceneggiatore e regista canadese (Masson-Angers, n. 1937 - Niagara-on-the-Lake, † 2022)
- Larry David, attore, sceneggiatore e produttore cinematografico statunitense (New York, n. 1947)
- Lawrence Dobkin, attore e regista statunitense (New York, n. 1919 - New York, † 2002)
- Lawrence Gilliard Jr., attore statunitense (New York, n. 1971)
- L. Harvey Gold, attore e doppiatore statunitense (Chicago, n. 1946)
- Michael Goodliffe, attore britannico (Bebington, n. 1914 - Wimbledon, † 1976)
- Lawrence Grant, attore britannico (Bournemouth, n. 1870 - Santa Barbara, † 1952)
- Lawrence Gray, attore e cantante statunitense (San Francisco, n. 1898 - Città del Messico, † 1970)
- Lawrence Hecht, attore e doppiatore statunitense (Cleveland, n. 1960)
- Larry Keating, attore statunitense (Saint Paul, n. 1899 - Hollywood, † 1963)
- Larry Linville, attore statunitense (Ojai, n. 1939 - New York, † 2000)
- Lawrence Makoare, attore neozelandese (Bastion Point, n. 1968)
- Lawrence Marston, attore, regista e commediografo statunitense (n. 1857 - Manhattan, † 1939)
- Lawrence Monoson, attore statunitense (Yonkers, n. 1964)
- Larry Murphy, attore, doppiatore e comico statunitense (Abington, n. 1972)
- Lawrence Ng, attore cinese (Hong Kong, n. 1964)
- Larry Romano, attore statunitense (Mount Vernon, n. 1963)
- Lawrence Saint-Victor, attore statunitense (New York, n. 1982)
- Larry Semon, attore, regista e produttore cinematografico statunitense (West Point, n. 1889 - Victorville, † 1928)
- Larry Storch, attore e doppiatore statunitense (New York, n. 1923 - New York, † 2022)
- Larry Sullivan, attore statunitense (New Haven, n. 1970)
- Lawrence Tierney, attore statunitense (New York, n. 1919 - Los Angeles, † 2002)

## Attori teatrali(1)
- Lawrence Barrett, attore teatrale statunitense (Paterson, n. 1838 - New York, † 1891)

## Aviatori(1)
- Lawrence Sperry, aviatore statunitense (Chicago, n. 1892 - Canale della Manica, † 1923)

## Avvocati(2)
- Larry Fleisher, avvocato e procuratore sportivo statunitense (Bronx, n. 1930 - New York, † 1989)
- Lawrence Hyde, avvocato e politico inglese (n. 1562 - † 1641)

## Bassisti(1)
- Larry Junstrom, bassista statunitense (Pittsburgh, n. 1949 - Jacksonville, † 2019)

## Batteristi(2)
- Larry Bunker, batterista, percussionista e vibrafonista statunitense (Long Beach, n. 1928 - Los Angeles, † 2005)
- Larry Mullen, batterista e compositore irlandese (Dublino, n. 1961)

## Calciatori(24)
- Law Adam, calciatore olandese (Probolinggo, n. 1908 - Surabaya, † 1941)
- Lawrence Adjei, ex calciatore ghanese (Accra, n. 1979)
- Lawrence Agyekum, calciatore ghanese (n. 2003)
- Lawrence Ati-Zigi, calciatore ghanese (Accra, n. 1996)
- Lawrence Attard, ex calciatore maltese (n. 1966)
- Lawrence Borg, ex calciatore maltese (n. 1945)
- Lawrence Borg, ex calciatore maltese (n. 1950)
- Larry Carberry, calciatore inglese (Liverpool, n. 1936 - † 2015)
- Lawrence Chaziya, calciatore malawiano (n. 1998)
- Lawrence Doe, calciatore liberiano (Monrovia, n. 1986)
- Lawrence Ennali, calciatore tedesco (Berlino, n. 2002)
- Lawrence Harvey, ex calciatore britannico (n. 1973)
- Lawrence Thomas, calciatore australiano (Sydney, n. 1992)
- Lawrence Lartey, calciatore ghanese (Accra, n. 1994)
- Lawrence Lozzano, ex calciatore statunitense (Los Angeles, n. 1970)
- Lawrie McMenemy, ex calciatore e allenatore di calcio inglese (Gateshead, n. 1936)
- Lawrence Mhlanga, calciatore zimbabwese (Bulawayo, n. 1993)
- Lawrence Nicholas, calciatore nigeriano (Lagos, n. 2001)
- Lawrence Ofori, calciatore ghanese (n. 1998)
- Lawrence Quaye, ex calciatore ghanese (Accra, n. 1984)
- Lawrence Shankland, calciatore scozzese (Glasgow, n. 1995)
- Lawrie Thompson, calciatore scozzese (Menstrie, n. 1936 - † 2006)
- Siphiwe Tshabalala, ex calciatore sudafricano (Phiri, n. 1984)
- Lawrie Wilson, ex calciatore inglese (Collier Row, n. 1986)

## Canottieri(2)
- Lawrence Brittain, canottiere sudafricano (n. 1990)
- Lawrence West, ex canottiere canadese (Vancouver, n. 1935)

## Cantanti(5)
- Robb Flynn, cantante e chitarrista statunitense (Oakland, n. 1967)
- Lawrence Gowan, cantante, tastierista e chitarrista canadese (Glasgow, n. 1956)
- Dobie Gray, cantante e cantautore statunitense (Simonton, n. 1940 - Nashville, † 2011)
- Lawrence Tibbett, cantante e attore statunitense (Bakersfield, n. 1896 - New York, † 1960)
- Larry Williams, cantante, compositore e pianista statunitense (New Orleans, n. 1935 - Los Angeles, † 1980)

## Cantautori(1)
- Whitley, cantautore australiano (Melbourne)

## Cardinali(2)
- Lawrence Picachy, cardinale e arcivescovo cattolico indiano (Lebong, n. 1916 - Calcutta, † 1992)
- Lawrence Joseph Shehan, cardinale e arcivescovo cattolico statunitense (Baltimora, n. 1898 - Baltimora, † 1984)

## Cavalieri(1)
- Lawrence Morgan, cavaliere australiano (Yea, n. 1915 - Castlemaine, † 1997)

## Cestisti(24)
- Larry Abney, ex cestista e allenatore di pallacanestro statunitense (Nyack, n. 1977)
- Lawrence Alexander, ex cestista statunitense (Peoria, n. 1991)
- Larry Boston, ex cestista statunitense (Cleveland, n. 1956)
- Larry Bunce, ex cestista statunitense (Tacoma, n. 1945)
- Larry Cannon, cestista e allenatore di pallacanestro statunitense (Filadelfia, n. 1947 - Fort Myers, † 2024)
- Larry Comley, cestista statunitense (n. 1939 - † 2006)
- Larry Costello, cestista e allenatore di pallacanestro statunitense (Minoa, n. 1931 - Fort Myers, † 2001)
- Larry Demic, ex cestista statunitense (Gary, n. 1957)
- Larry Friend, cestista statunitense (Chicago, n. 1935 - Newport Beach, † 1998)
- Lawrence Funderburke, ex cestista statunitense (Columbus, n. 1970)
- Larry Hennessy, cestista e allenatore di pallacanestro statunitense (New Rochelle, n. 1929 - Williamsburg, † 2008)
- Lawrence Hill, ex cestista statunitense (Glendale, n. 1987)
- Larry Killick, cestista statunitense (Burlington, n. 1922 - Rockledge, † 2013)
- Lawrence Kinnard, ex cestista statunitense (Memphis, n. 1986)
- Larry Lewis, ex cestista e allenatore di pallacanestro statunitense (Los Angeles, n. 1969)
- Lew Massey, cestista statunitense (Charlotte, n. 1956 - Charlotte, † 2014)
- Larry Miller, cestista statunitense (Allentown, n. 1946 - Bethlehem, † 2025)
- Larry Moore, cestista statunitense (South Bend, n. 1942 - Mountain Iron, † 2016)
- Lawrence Moten, ex cestista e allenatore di pallacanestro statunitense (Washington, n. 1972)
- Lawrence Roberts, ex cestista statunitense (Houston, n. 1982)
- Larry Robinson, ex cestista statunitense (Bossier City, n. 1968)
- Larry Sengstock, ex cestista e dirigente sportivo australiano (Maryborough, n. 1960)
- Larry Siegfried, cestista e allenatore di pallacanestro statunitense (Shelby, n. 1939 - Cleveland, † 2010)
- Lonnie Wright, cestista e giocatore di football americano statunitense (Newark, n. 1944 - South Orange, † 2012)

## Chitarristi(2)
- Larry Carlton, chitarrista statunitense (Torrance, n. 1948)
- Larry Lee, chitarrista e cantautore statunitense (Memphis, n. 1943 - Memphis, † 2007)

## Ciclisti su strada(2)
- Lawrence Naesen, ciclista su strada belga (Ostenda, n. 1992)
- Lawrence Warbasse, ciclista su strada statunitense (Dearborn, n. 1990)

## Compositori(3)
- Lawrence English, compositore australiano (Brisbane, n. 1976)
- Larry Groupé, compositore statunitense (n. 1957)
- Lawrence Henry Hicks, compositore australiano (Londra, n. 1912 - Laverton, † 1997)

## Cornisti(1)
- Lawrence Butch Morris, cornista, compositore e direttore d'orchestra statunitense (Long Beach, n. 1947 - New York, † 2013)

## Critici d'arte(1)
- Lawrence Alloway, critico d'arte inglese (Londra, n. 1926 - New York, † 1990)

## Danzatori su ghiaccio(1)
- Lawrence Demmy, danzatore su ghiaccio britannico (Manchester, n. 1931 - Kingston upon Hull, † 2016)

## Designer(1)
- Larry Shinoda, designer statunitense (Los Angeles, n. 1930 - Los Angeles, † 1997)

## Direttori d'orchestra(1)
- Lawrence Renes, direttore d'orchestra olandese (n. 1970)

## Direttori della fotografia(1)
- Lawrence Sher, direttore della fotografia e regista statunitense (Teaneck, n. 1970)

## Dirigenti sportivi(1)
- Pat Gillick, dirigente sportivo statunitense (Chico, n. 1937)

## Disc jockey(1)
- DJ Muggs, disc jockey e produttore discografico statunitense (New York, n. 1968)

## Discoboli(1)
- Lawrence Okoye, discobolo e ex giocatore di football americano britannico (Croydon, n. 1991)

## Economisti(2)
- Lawrence Klein, economista statunitense (Omaha, n. 1920 - Gladwyne, † 2013)
- Lawrence Wong, economista e politico singaporiano (Singapore, n. 1972)

## Filosofi(1)
- Larry Sanger, filosofo statunitense (Bellevue, n. 1968)

## Fisici(1)
- Lawrence Krauss, fisico, astronomo e saggista statunitense (New York, n. 1954)

## Fotografi(1)
- Larry Clark, fotografo e regista statunitense (Tulsa, n. 1943)

## Funzionari(1)
- Lawrence Rainey, funzionario statunitense (Contea di Neshoba, n. 1923 - Meridian, † 2002)

## Generali(2)
- Roger Lumley, XI conte di Scarbrough, generale e politico inglese (n. 1896 - † 1969)
- Lawrence Parsons, generale britannico (n. 1850 - † 1923)

## Geologi(1)
- Lawrence Lambe, geologo e paleontologo canadese (n. 1863 - † 1919)

## Gesuiti(1)
- Lawrence B. Palladino, gesuita e missionario italiano (Tiglieto, n. 1837 - Missoula, † 1927)

## Giocatori di baseball(2)
- Yogi Berra, giocatore di baseball, allenatore di baseball e aforista statunitense (Saint Louis, n. 1925 - Montclair, † 2015)
- Larry Doby, giocatore di baseball e allenatore di baseball statunitense (Camden, n. 1923 - Montclair, † 2003)

## Giocatori di football americano(11)
- Larry Buhler, giocatore di football americano statunitense (Windom, n. 1917 - † 1990)
- L.J. Collier, giocatore di football americano statunitense (Munday, n. 1995)
- Lawrence Guy, giocatore di football americano statunitense (Las Vegas, n. 1990)
- Lawrence Jackson, giocatore di football americano statunitense (Los Angeles, n. 1985)
- Larry Little, ex giocatore di football americano statunitense (Groveland, n. 1945)
- Anthony Miller, ex giocatore di football americano statunitense (Los Angeles, n. 1965)
- Lawrence Phillips, giocatore di football americano statunitense (Little Rock - † 2016)
- Lawrence Taylor, ex giocatore di football americano statunitense (Williamsburg, n. 1959)
- Lawrence Timmons, ex giocatore di football americano statunitense (Florence, n. 1986)
- Lawrence Tynes, ex giocatore di football americano scozzese (Greenock, n. 1978)
- Taco Wallace, ex giocatore di football americano statunitense (Canoga Park, n. 1981)

## Giocatori di lacrosse(1)
- Lawrence Pentland, giocatore di lacrosse canadese (Marquette, n. 1879 - Winnipeg, † 1923)

## Giornalisti(3)
- Lawrence Fertig, giornalista, economista e pubblicitario statunitense (n. 1898 - New York, † 1986)
- Lawrence O'Donnell, giornalista, conduttore televisivo e autore televisivo statunitense (Boston, n. 1951)
- Lawrence Wright, giornalista, saggista e sceneggiatore statunitense (Oklahoma City, n. 1947)

## Giuristi(1)
- Lawrence Lessig, giurista e avvocato statunitense (Rapid City, n. 1961)

## Hockeisti su ghiaccio(6)
- Larry Cahan, hockeista su ghiaccio canadese (Fort William, n. 1933 - Coquitlam, † 1992)
- Larry Jeffrey, hockeista su ghiaccio canadese (Goderich, n. 1940 - † 2022)
- Larry Keenan, ex hockeista su ghiaccio canadese (North Bay, n. 1940)
- Larry McCormick, hockeista su ghiaccio canadese (Buckingham, n. 1890 - Hyannis, † 1961)
- Larry Murphy, ex hockeista su ghiaccio canadese (Scarborough, n. 1961)
- Lawrence Rucchin, hockeista su ghiaccio canadese (Thunder Bay, n. 1967 - Hamilton, † 2002)

## Imprenditori(3)
- Larry Ellison, imprenditore e informatico statunitense (New York, n. 1944)
- Larry Page, imprenditore statunitense (East Lansing, n. 1973)
- Lawrence Stroll, imprenditore canadese (Montréal, n. 1959)

## Informatici(1)
- Larry Tesler, informatico statunitense (New York, n. 1945 - Portola Valley, † 2020)

## Ingegneri(2)
- Lawrence Joseph Giacoletto, ingegnere elettrotecnico e inventore statunitense (Clinton, n. 1916 - Okemos, † 2004)
- Lawrence G. Roberts, ingegnere statunitense (Westport, n. 1937 - Redwood City, † 2018)

## Lunghisti(1)
- Larry Myricks, ex lunghista statunitense (Clinton, n. 1956)

## Mafiosi(1)
- Lawrence Dentico, mafioso statunitense (Seaside Park, n. 1923)

## Maratoneti(2)
- Lawrence Cherono, maratoneta keniota (Eldoret, n. 1988)
- Lawrence Kimaiyo, maratoneta keniota (n. 1990)

## Marciatori(1)
- Larry Young, ex marciatore statunitense (Independence, n. 1943)

## Militari(5)
- Lawrence Brooks, militare statunitense (Norwood, n. 1909 - New Orleans, † 2022)
- Lawrence Oates, ufficiale e esploratore britannico (Londra, n. 1880 - Barriera di Ross, † 1912)
- Lawrence Washington, militare e politico statunitense (Virginia, n. 1718 - Mount Vernon, † 1752)
- Lawrence Washington, militare e politico statunitense (Bridges Creek, n. 1659 - Warner Hall, † 1698)
- Lawrence York Spear, ufficiale statunitense (Warren, n. 1870 - Groton, † 1950)

## Musicisti(3)
- Larry Knechtel, musicista e polistrumentista statunitense (Bell, n. 1940 - Yakima, † 2009)
- Larry Shields, musicista e clarinettista statunitense (New Orleans, n. 1893 - Los Angeles, † 1953)
- Lawrence Welk, musicista, direttore d'orchestra e showman statunitense (Strasburg, n. 1903 - Santa Monica, † 1992)

## Nobili(2)
- Lawrence Dundas, I conte di Zetland, nobile e politico scozzese (Westminster, n. 1766 - Aske Hall, † 1839)
- Laurence Parsons, I conte di Rosse, nobile e politico irlandese (n. 1749 - † 1807)

## Nuotatori(1)
- Bruce Hayes, ex nuotatore statunitense (Sarasota, n. 1963)

## Pesisti(2)
- Lawrence Feuerbach, pesista e tiratore di fune statunitense (Manhattan, n. 1879 - Saranac Lake, † 1911)
- Lawrence Whitney, pesista e discobolo statunitense (Millbury, n. 1891 - Boston, † 1941)

## Pianisti(1)
- Larry Willis, pianista e compositore statunitense (Harlem, n. 1942 - Baltimora, † 2019)

## Piloti automobilistici(2)
- Neil Bonnett, pilota automobilistico statunitense (Hueytown, n. 1946 - Daytona Beach, † 1994)
- Lance Reventlow, pilota automobilistico statunitense (Londra, n. 1936 - Aspen, † 1972)

## Pionieri dell'aviazione(1)
- Lawrence Hargrave, pioniere dell'aviazione, inventore e esploratore inglese (Greenwich, n. 1850 - Darlinghurst, † 1915)

## Pittori(2)
- Lawrence Alma-Tadema, pittore olandese (Dronrijp, n. 1836 - Wiesbaden, † 1912)
- Lawrence Carroll, pittore statunitense (Melbourne, n. 1954 - Colonia, † 2019)

## Poeti(1)
- Lawrence Ferlinghetti, poeta e editore statunitense (Yonkers, n. 1919 - San Francisco, † 2021)

## Politici(11)
- Lawrence Dundas, I marchese di Zetland, politico, scrittore e storico britannico (Londra, n. 1844 - Yorkshire, † 1929)
- Lawrence Dundas, II marchese di Zetland, politico inglese (Londra, n. 1876 - † 1961)
- Lawrence Dundas, I baronetto, politico scozzese (n. 1710 - † 1781)
- Lawrence Eagleburger, politico statunitense (Milwaukee, n. 1930 - Charlottesville, † 2011)
- Lawrence Gonzi, politico maltese (Pietà, n. 1954)
- Larry Hogan, politico statunitense (Washington, n. 1956)
- Lawrence Hogan, politico e avvocato statunitense (Boston, n. 1928 - Annapolis, † 2017)
- Lawrence M. Judd, politico statunitense (Honolulu, n. 1887 - Honolulu, † 1968)
- Lawrence J. Smith, politico statunitense (New York, n. 1941)
- Lawrence Summers, politico e economista statunitense (New Haven, n. 1954)
- Douglas Wilder, politico statunitense (Richmond, n. 1931)

## Politologi(1)
- Lawrence Harrison, politologo statunitense (n. 1932 - Alessandropoli, † 2015)

## Produttori cinematografici(4)
- Lawrence Bender, produttore cinematografico statunitense (New York, n. 1957)
- Larry Brezner, produttore cinematografico statunitense (New York, n. 1942 - Duarte, † 2015)
- Lawrence Gordon, produttore cinematografico statunitense (Yazoo City, n. 1936)
- Lawrence Weingarten, produttore cinematografico statunitense (Chicago, n. 1897 - Los Angeles, † 1975)

## Produttori discografici(1)
- Larry Williams, produttore discografico, compositore e musicista statunitense

## Produttori televisivi(1)
- Lawrence Kaplow, produttore televisivo e sceneggiatore statunitense (n. 1962)

## Psicologi(1)
- Lawrence Kohlberg, psicologo statunitense (Bronxville, n. 1927 - Winthrop, † 1987)

## Pugili(2)
- Lawrence Okolie, pugile inglese (Hackney, n. 1992)
- Lawrence Stevens, pugile sudafricano (Johannesburg, n. 1913 - Durban, † 1989)

## Rapper(3)
- 40 Glocc, rapper statunitense (Greenville, n. 1968)
- KRS-One, rapper, attivista e writer statunitense (New York, n. 1965)
- Swoope, rapper statunitense (Akron, n. 1986)

## Registi(4)
- Larry Cohen, regista, sceneggiatore e produttore cinematografico statunitense (Kingston, n. 1936 - Los Angeles, † 2019)
- Lawrence Kasdan, regista, sceneggiatore e produttore cinematografico statunitense (Miami, n. 1949)
- Lawrence B. McGill, regista e attore statunitense (Courtland, n. 1869 - Waldo, † 1928)
- Lawrence C. Windom, regista statunitense (Lancaster, n. 1872 - Columbus, † 1957)

## Religiosi(1)
- Lawrence Washington, religioso britannico (Sulgrave, n. 1602 - Brington, † 1653)

## Rugbisti a 15(1)
- Lawrence Sephaka, ex rugbista a 15, allenatore di rugby a 15 e dirigente d'azienda sudafricano (Johannesburg, n. 1978)

## Sassofonisti(1)
- Bud Freeman, sassofonista, compositore e direttore d'orchestra statunitense (Chicago, n. 1906 - Chicago, † 1991)

## Scacchisti(2)
- Larry Kaufman, scacchista statunitense (Washington, n. 1947)
- Lawrence Trent, scacchista britannico (Walthamstow, n. 1986)

## Sceneggiatori(2)
- Larry DiTillio, sceneggiatore e autore di giochi statunitense (n. 1948 - † 2019)
- Lawrence Hauben, sceneggiatore e attore statunitense (New York, n. 1931 - Santa Barbara, † 1985)

## Schermidori(1)
- Lawrence Anastasi, schermidore statunitense (Filadelfia, n. 1934 - Filadelfia, † 2024)

## Scrittori(13)
- Lawrence Beesley, scrittore e giornalista britannico (Wirksworth, n. 1877 - Lincoln, † 1967)
- Lawrence G. Blochman, scrittore e sceneggiatore statunitense (San Diego, n. 1900 - New York, † 1975)
- Lawrence Block, scrittore statunitense (Buffalo, n. 1938)
- Lawrence Durrell, scrittore e poeta britannico (Jalandhar, n. 1912 - Sommières, † 1990)
- Lawrence Sargent Hall, scrittore e anglista statunitense (n. 1915 - † 1993)
- Lawrence Hill, scrittore e saggista canadese (Toronto, n. 1957)
- Lawrence Kushner, scrittore, rabbino e docente statunitense (Detroit, n. 1943)
- Lawrence La Fountain-Stokes, scrittore e attore portoricano (San Juan, n. 1968)
- Lawrence Norfolk, scrittore britannico (Londra, n. 1963)
- Lawrence Osborne, scrittore e viaggiatore inglese (Londra, n. 1958)
- Lawrence Sutin, scrittore statunitense (Saint Paul, n. 1951)
- Lawrence Thornton, scrittore statunitense (Pomona, n. 1937)
- Lawrence Treat, scrittore statunitense (New York, n. 1903 - Martha's Vineyard, † 1998)

## Storici(5)
- Lawrence Conrad, storico britannico (n. 1949)
- Lawrence A. Cremin, storico statunitense (New York, n. 1925 - New York, † 1990)
- Lawrence Henry Gipson, storico statunitense (Greeley, n. 1880 - Bethlehem, † 1971)
- Lawrence Richardson Jr., storico statunitense (Altoona, n. 1920 - Durham, † 2013)
- Lawrence Stone, storico britannico (Epsom, n. 1919 - Princeton, † 1999)

## Tenori(1)
- Lawrence Brownlee, tenore statunitense (Ohio, n. 1972)

## Teologi(1)
- Lawrence Beyerlinck, teologo e scrittore belga (Anversa, n. 1578 - Anversa, † 1627)

## Tiratori a segno(1)
- Larry Nuesslein, tiratore a segno statunitense (Ridgefield Park, n. 1895 - Allentown, † 1971)

## Traduttori(1)
- Lawrence Venuti, traduttore statunitense (Filadelfia, n. 1953)

## Trombonisti(1)
- Lawrence Brown, trombonista statunitense (Kansas, n. 1907 - Los Angeles, † 1988)

## Tuffatori(1)
- Lawrence Andreasen, tuffatore statunitense (n. 1945 - † 1990)

## Velocisti(1)
- Larry Black, velocista statunitense (Miami, n. 1951 - Miami, † 2006)

## Vescovi cattolici(4)
- Lawrence Sydney Nicasio, vescovo cattolico beliziano (Dangriga, n. 1956 - Belize, † 2024)
- Lawrence Thomas Persico, vescovo cattolico statunitense (Monessen, n. 1950)
- Lawrence Donald Soens, vescovo cattolico statunitense (Iowa City, n. 1926 - Sioux City, † 2021)
- Lawrence Harold Welsh, vescovo cattolico statunitense (Winton, n. 1935 - Saint Paul, † 1999)

## Wrestler(6)
- Lars Anderson, ex wrestler statunitense (Bovey, n. 1939)
- Lex Luger, ex wrestler, ex giocatore di football americano e ex culturista statunitense (Buffalo, n. 1958)
- Boris Malenko, wrestler statunitense (Newark, n. 1933 - Tampa, † 1994)
- Mike Rotunda, ex wrestler statunitense (St. Petersburg, n. 1958)
- Abdullah the Butcher, ex wrestler canadese (Windsor, n. 1941)
- Larry Zbyszko, ex wrestler statunitense (Chicago, n. 1951)

## Zoologi(1)
- Lawrence Heaney, zoologo statunitense (Washington, n. 1952)

## Senza attività specificata(2)
- Lawrence W. Butler, effettista statunitense (Akron, n. 1908 - Fallbrok, † 1988)
- Larry Walters, statunitense (Los Angeles, n. 1949 - Angeles National Forest, † 1993)